# Alla (album)
Alla (in russo Алла?) è il decimo album in studio della cantante russa Alla Pugačëva, pubblicato nel 1991 dalla „Melodija”.
Nel 1990, „Melodija” pubblicò un'edizione per l'esportazione dell'album su CD per la vendita in Giappone.
Nel 1997, „Orange Popular” e „Samsung Music” lo pubblicarono su dischi e cassette in Corea del Sud.

## Tracce

### CD
1. Kafe tancujuščich ognej (ital. "Caffè delle luci danzanti") – 4:52 (testo: Aleksandr Markevič – musica: Jurij Černavskij)
2. Fotograf (ital. "Fotografo") – 4:00 (testo: Il'ja Reznik – musica: Alla Pugačëva)
3. Golub' sizokrylyj (ital. "Colomba dalle ali blu") – 3:54 (testo: Sergej Romanov – musica: Aleksandr Morozov)
4. Ja tebja tak sil'no ljubila (ital. "Ti ho amato così tanto") – 3:44 (testo: Aleksandr Alov – musica: Alla Pugačëva)
5. Molodoj čelovek, priglasite tancevat' (ital. "Giovane, invitami a ballare") – 4:43 (testo: Dmitrij Rubin – musica: Andrej Ivanov)
6. Ja tebja pocelovala (ital. "Ti ho baciato") – 2:48 (testo: Sandr Niko – musica: Alla Pugačëva)
7. Bros' sigaretu! (ital. "Butta via la sigaretta!") – 2:48 (testo: Leonid Derbenëv – musica: Alla Pugačëva)
8. Tri sčastlivych dnja (ital. "Tre giorni felici") – 5:40 (testo: Il'ja Reznik – musica: Alla Pugačëva)
9. Staryj drug (ital. "Vecchio amico") – 5:08 (testo: Il'ja Reznik – musica: Raimonds Pauls)
10. Nostal'gija v Rime (ital. "Nostalgia a Roma") – 3:20 (testo: Leonid Fadeev – musica: Alla Pugačëva)
11. Korralovye busy (ital. "Perle di corallo") – 3:40 (testo: Konstantin L'vov – musica: Igor' Nikolaev)
12. Monolog (ital. "Monologo") – 4:26 (testo: Marina Cvetaeva – musica: Mark Minkov)

### LP
Lato A
1. Fotograf – 4:00 (testo: Il'ja Reznik – musica: Alla Pugačëva)
2. Golub' sizokrylyj – 3:54 (testo: Sergej Romanov – musica: Aleksandr Morozov)
3. Ja tebja tak sil'no ljubila – 3:46 (testo: Aleksandr Alov – musica: Alla Pugačëva)
4. Molodoj čelovek, priglasite tancevat' – 4:44 (testo: Dmitrij Rubin – musica: Andrej Ivanov)

Lato B
1. Ja tebja pocelovala – 2:50 (testo: Sandr Niko – musica: Alla Pugačëva)
2. Tri sčastlivych dnja – 5:40 (testo: Il'ja Reznik – musica: Alla Pugačëva)
3. Korralovye busy – 3:40 (testo: Konstantin L'vov – musica: Igor' Nikolaev)
4. Monolog – 4:26 (testo: Marina Cvetaeva – musica: Mark Minkov)